# Claire Meade
Claire Meade er en fiktiv person fra tv-serien Ugly Betty. Hun er Bradford Meades kone og mor til Daniel og Alex(is). Claire er alkoholiker, og Bradford prøver at få hende på afvænning, ifølge hende for at slippe af med hende. Hun ved alt om Bradfords tidligere affære, så deres ægteskab står næsten til skilsmisse. Daniel og hende har et tæt forhold.